# Hospodářské dějiny
Hospodářské dějiny jsou historická vědní disciplína, která se zabývá tendencemi, faktory, vztahy a souvislostmi hospodářského vývoje společnosti z hlediska makroekonomického i mikroekonomického. Výsledky studií hospodářských dějin slouží k širším interpretacím společenského vývoje.
Hospodářské dějiny tak zahrnují velmi široké spektrum témat a problémů, při jejichž zpracování často úzce spolupracují se sociálními dějinami, historickou demografií a dalšími.

## Podobory
V rámci hospodářských dějin se vydělily ještě dílčí subdisciplíny, které sledují určité tematické okruhy, které mohou vyžadovat i zvláštní metodické postupy:
- dějiny zemědělství, lesnictví a lovu
- montánní dějiny
- dějiny obchodu
- dějiny dopravy a komunikací
- dějiny řemesel, manufaktur a strojního průmyslu
- Dějiny peněz a bankovnictví
- Dějiny účetnictví
- podnikatelské dějiny

## Metody
Metody využívané v rámci hospodářských dějin:
- hermeneutická metoda
- historicko-kritická metoda
- historicko-pojmová metoda
- biografická metoda
- kartografická metoda
- metoda antitezí
- komparativní metoda
- modelová metoda
- metoda typizace
- histoire totale
- metoda ideálního typu
- kvantitativní metody
- metoda případové studie
- Longue durée

Metody datování:
- dendrochronologická metoda
- radiokarbonová metoda

## Historické školy zabývající se hospodářskými dějinami
- Historická škola národohospodářská
- Mladší historická škola
- New economic history, také Cliometrie
- Škola Annales

## Klíčové události
- neolitická revoluce
- průmyslová revoluce